# Tabanus cepuricus
Tabanus cepuricus är en tvåvingeart som beskrevs av Surcouf 1922. Tabanus cepuricus ingår i släktet Tabanus och familjen bromsar.
Artens utbredningsområde är Laos. Inga underarter finns listade i Catalogue of Life.